# Kompensatorische Gesundheitsüberzeugung
Die Kompensatorische Gesundheitsüberzeugung (englisch Compensatory Health Belief) ist die irrtümliche Annahme, ungesunde Verhaltensweisen könnten mit einem Äquivalent gesunden Verhaltens kompensiert werden. Sie ist damit eine von den sogenannten multiplen Gesundheitsverhaltensänderungen, die gleichzeitig oder nacheinander unterschiedliche Verhaltensweisen ändern, um in der Summe keine Änderung zu bewirken. Man unterscheidet dabei gleichgerichtetes Verhalten, die sogenannten Transferüberzeugungen, um ein bestimmtes Ziel sicher zu erreichen, zum Beispiel gesund ernähren und sportlich ertüchtigen, und die auf Ausgleich bedachte Verhaltensmuster, die kompensatorische Gesundheitsüberzeugung. Die Vorstellung dabei lautet, solange man körperlich genügend Ausgleich schafft, kann man weiterhin Süßigkeiten essen. Für fundierte wissenschaftliche Aussagen, insbesondere beim Verhalten ohne soziale Kontrolle oder auch bei Stress, liegen noch keine statistisch belastbaren Untersuchungen vor.
Sie gehört zum Health-Belief-Modell, das in der Gesundheitspsychologie mit Wahrscheinlichkeiten und Kosten-Nutzen-Überlegungen Verhaltens-Entscheidungen mitbestimmt. Wird im Ergebnis des Verhaltens eine Null-Summen-Bilanz erwartet oder erhofft, findet das Verhalten statt. Die damit einhergehende Kognitive Verzerrung wird nicht wahrgenommen oder geleugnet. Zahlreiche Studien haben in den letzten Jahren diesen Irrglauben nachgewiesen.
Eine erste Untersuchung zu diesem Verhalten mit insgesamt 1571 Jugendlichen und Schülern hat in den Jahren 2007 bis 2009 in vier Stichproben in der Schweiz stattgefunden. Die Ergebnisse haben gezeigt, dass man dazu noch keine Aussagen machen könne, so, wie auch in anderen Ländern die Kriterien zu einer Befragung verbessert werden müsse. Eine zuvor aufgestellte Messskala wurde als unwirksam diagnostiziert.